# Rebecca Campbell
Rebecca Campbell (* 1975) ist eine kanadische Schriftstellerin der Phantastik.

## Leben und Werk
Mit „The Fourth Trimester Is the Strangest“ gewann sie 2020 den Sunburst Award (Kurzgeschichte), mit „An Important Failure“ 2021 den Theodore Sturgeon Memorial Award. Ihr Geschichtenband Arborealität wurde 2023 mit dem 25000 Dollar dotierten Ursula K. Le Guin Prize for Fiction ausgezeichnet.
- The Paradise Engine (2013)
- The High Lonesome Frontier (2016)
- The Talosite (2022)
- Arborealität, Carcosa (2025). Original: Arboreality, Stelliform Press (2022).

### Kurzgeschichten (Auswahl)
- „Lilacs and Daffodils“ (2014)
- „The Glad Hosts“ (2015)
- „Unearthly Landscape by a Lady“ (2015)
- „I Just Think It Will Happen, Soon“ (2015)
- „Water Logic“ (2015)
- „The Journey and the Jewel“ (2016)
- „The Other Shore“ (2016)
- „The High Lonesome Frontier“ (2016)
- „Lares Familiares“, 1981 (2017)
- „On Highway“ 18 (2017)
- „The Fall of the Mundaneum“ (2017)
- „An Incomplete Catalogue of Miraculous Births, or Secrets of the Uterus Abscondita“ (2018)
- „Our Fathers Find Their Graves in Our Short Memories“ (2019)
- „The Fourth Trimester is the Strangest“ (2019)
- „Such Thoughts Are Unproductive“ (2019)
- „Thank You for Your Patience“ (2019)
- „Child of Shower and Gleam“ (2020)
- „An Important Failure“ (2020)
- „The Bletted Woman“ (2021)
- „The Language Birds Speak“ (2021)
- „Arboreality“ (2022)
- „The Talosite“ (2022)